# 作业帮直播课
作业帮直播课是作业帮教育科技有限公司于2019年12月推出的一款支持Android以及iOS平台的K12在线教育类型的APP。

## 功能
其面對使用智能手机的小学、中学、高中在校学生，通過手机收听在线课程，以达到成绩提高的目的
。
课程视频支持三年内无限回放。